# Hammerschmidtia
Hammerschmidtia (лат.) — род двукрылых из семейства журчалок, названый в честь австрийского минеролога и энтомолога Карла Хаммершмидта

## Описание
Мухи средней величины (5—12 мм) буровато-рыжей или красновато-коричневой окраски. Напоминают навозных мух семейства Scathophagidae. Нижняя часть лица выступает вперёд. Глаза голые, у самок разделены широкой лобной полоской, а у самцов соприкасаются. Ариста в коротком (Hammerschmidtia ingrica) или длинном (Hammerschmidtia ferruginea) опушении. Крылья слегка затемнены, апикальный отрезок M1 вливается в R4+5 под прямым углом. Задние бёдра снизу с двумя рядами крупных шипиков.
Личики имеют уплощённое тело длиной от 8—13 мм и бело-жёлтую или жёлто-коричневую окраску. Вокруг ротового отверстия иммеются короткие шипики. У Hammerschmidtia ingrica спинная сторона покрыта длинными волосками, брюшная — короткими. У Hammerschmidtia ferruginea тело равномерно покрыто длинными шипиками как с брюшной, так и со спинной стороны.
Пупарий чёрно-коричневый, 8—13 мм в длину, уплощенный в спинно-брюшном направлении. Дыхальца располагаются на первом брюшном сегменте.

## Биология
Личинки обитают под корой лиственных деревьев — осины, маакии, ореха манчжурского, вяза, чозении, питаются разложившимся лубом, проникая иногда в гниющие корни. Встречаются личинки Hammerschmidtia совместно с личинками Xylomyidae, Megamerinidae и Stratiomyidae. Дерево пригодно для развития личинок в первые 3 года после отмирания дерева, до отпадения коры. В случае недостатка пригодных для развития трухлявых деревьев, личинки развиваются в вытекающем соке в ранах на живых деревьях. Зимуют на стадии личинки и окукливаются в апреле. Перед окукливанием личинки мигрируют в скопления трухи, образующихся в трещинах коры или окукливаются в толще флоэмы. Мухи вылетают в конце мая, встречаются по затенненным местам, лесным полянам, опушкам леса и придорожных полосах, вблизи отходов древесины, питаются соцветиях борщевика, шиповника иглистого, лабазника (таволги), черёмухи, боярышника, спиреи, рябины, калины. Дальность разлёта имаго от мест обитания личинок не превышает 5 км. Продолжительность жизни самок Hammerschmidtia ferruginea 20—51 день, у самцов — 14—32 дня. По мере старения окраска тела мух темнеет.

## Систематика
Наиболее близким к Hammerschmidtia родом является Brachyopa. Некоторыми американскими энтомологами приводится как подрод рода Brachyopa, у европейских систематиков он всегда рассматривается как отдельный род. В составе рода два вида: Hammerschmidtia ferruginea (Fallén, 1817) и Hammerschmidtia ingrica Stackelberg, 1952.

## Распространение
Hammerschmidtia ferruginea (Fallén, 1817). Описан из Швеции. В Европе на север распространён до Шотландии и юга Скандинавии, на юг — до Франции, Румынии и Болгарии. В России отмечен в Ленинградской, Вологодской, Московской, Ярославской, Кировской, Курганской, Омской, Новосибирской областях, Карелии, Коми, Мордовии, Северном Кавказе, Башкирии, Туве, Алтайском, Красноярском и Хабаровском краях, Амурской области, Чукотском округе. В Северной Америке распространён от Аляски до Аризоны.
Hammerschmidtia ingrica Stackelberg, 1952. Описан из Ленинградской области. Встречается на юге Финляндии, в Ленинградской области, Карелии, юге Сибири (Новосибирская область, Алтай, Саяны, Прибайкалье и Забайкалье) и Дальнего Востока (Амурская область, Хабаровский и Приморский край).

## Охранный статус
В Красную книгу Ленинградской области включён вид Hammerschmidtia ingrica.